# Sofia Hallström

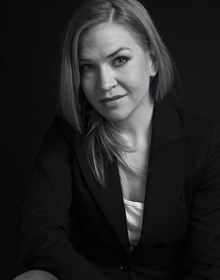
Sofia Hallström

Sofia Hallström, född 1980 i Stockholm, är en svensk journalist, marknadskonsult och politisk representant för Miljöpartiet. 

## Biografi
Hallström är utbildad till civilekonom på Handelshögskolan i Stockholm och har en CEMS Master in International Management, och tog examen år 2009. Under 2003/05 var hon projektledare för Project China som sedan dess är ett årligt återkommande studentprojekt på Handelshögskolan i Stockholm.
Hon var redaktör på tidningen Bon 2003-05, på DiEgo 2007-08, på Plaza Magazine 2011-13 och på tidningen Form 2014-15.
Under Hallströms tid som marknadschef för Form, 2014-15, fick tidningen utmärkelsen Årets Tidskrift 2014 samt nominerades i kategorierna Årets Innovativa Satsning 2014 och Årets Omslag 2015 av Sveriges Tidskrifter.
År 2015 utsågs Hallström till representant för Miljöpartiet i styrelsen för SISAB och år 2016 till Tekniknämnden och Miljö- och stadsbyggnadsnämnden i Lidingö stad.